# Ковач, Валентин Дезидериевич
Валенти́н Дезиде́риевич Ко́вач (25 июля 1961, Москва (в других источниках — Кишинёв, Молдавская ССР), СССР) — советский и российский футболист, защитник, тренер. Мастер спорта СССР (1983).

## Биография
Сын советского футболиста и тренера венгерского происхождения Дезидерия Ковача. Родился в Москве, через год семья переехала в Кишинёв. Воспитанник кишинёвской ДЮСШ «Нистру». В 1979 году был в составе «Нистру», игравшего в первой лиге. В начале 1980 года выступал за дубль московского «Спартака», затем вернулся в «Нистру», за который в 1980—1981 годах сыграл 56 матчей, забил 4 гола. В ноябре 1981 перешёл в ЦСКА. Отыграл за команду три года и после прихода главного тренера Юрия Морозова перешёл в одесский «Черноморец». В 1986—1990 годах играл за «Торпедо» Москва. В 1990—1991 годах вновь выступал за «Нистру»/«Зимбру» в первой лиге. Затем подписал двухлетний контракт со швейцарским «Фрибуром», но после первого сезона клуб обанкротился. Потом полтора года играл за немецкий любительский клуб «Бибрих-02» Висбаден. По возвращении в Россию играл в низших и любительских лигах за «Сатурн» Раменское (1994—1995), «Носту» Новотроицк (1996), «Красную горку» Подольск (1997), «Красную горку-Витязь» Подольск (1998), «Сатурн»-2 Раменское (1999).
Провёл 14 матчей в еврокубках.
В 1999 году работал администратором в «Сатурне», в 1999—2002 — главный тренер подольского «Витязя», в 2003 — тренер в «Крыльях Советов», в первой половине 2005 — вице-президент ФК «Псков-2000». По состоянию на 2017 год — детский тренер в ФШМ.

## Достижения
- Обладатель Кубка СССР: 1986
  - Финалист Кубка СССР (2): 1988, 1989
- Бронзовый призёр чемпионата СССР 1988